# 日本乾癬学会
日本乾癬学会（にほんかんせんがっかい）は、乾癬に関する学会。

## 概要
1986年に日本乾癬研究会として発足。若手研究者対象の「鳥居・帝國乾癬研究奨励賞」を設けている。